# Africanisme espanyol
Els africanistes van ser els militars que van fer part de la seva carrera a l'exèrcit colonial establert a la zona del Protectorat del Marroc. Els constants combats per sotmetre les tribus rifenyes, si bé van costar moltes baixes, van permetre als supervivents fer una ràpida carrera militar gràcies als ascensos per mèrits de guerra (Francisco Franco, un destacat africanista, va aconseguir així arribar a general als 33 anys). Envejats pels altres comandaments, es va anar desenvolupant en ells un esperit de casta, enemic dels polítics. A Àfrica van fer la seva carrera bona part dels comandaments de l'exèrcit que després es revoltarien contra la  Segona República.
Quan Europa, en la Conferència de Berlín de 1885, inicia el repartiment del continent africà, entusiastes africanistes espanyols van considerar que, per raons històriques i geopolítiques, Espanya hi hauria d'estar present.

## Antecedents
En 1876 es constitueix a Madrid la Reial Societat Geogràfica d'Espanya. El 1877 es crea l'Associació Espanyola per a l'Exploració d'Àfrica, institució filial de l'Associació per a l'Exploració del Congo, fundada a Brussel·les pel rei Leopold II de Bèlgica.
L'impuls de Joaquín Costa Martínez possibilita, el 1883, la creació de la Societat Espanyola d'Africanistes i Colonialistes.
Se'n considera precursor Domènec Badia i Leblich, conegut com a Alí Bey, el primer europeu que arribà a La Meca.
Al llarg dels anys la Reial Societat Geogràfica d'Espanya va ser impulsora d'importants projectes, com el de Manuel Iradier y Bulfy a Guinea Equatorial o Joaquim Gatell i Folch, Caid Ismail, i José María de Muga, Moro Vizcaíno, al Marroc. El 1922 va ser una de les entitats cofundadores de la Unió Geogràfica Internacional.

## Tasca de divulgació
A la fi del segle xix apareix abundant bibliografia sobre les vicissituds del quefer colonial:
- Historia Geográfica 1860.
- Boletín de la Sociedad Geográfica de Madrid 1876.
- Revista General de la Marina 1877.
- Revista de Geografía Comercial y Crónica Naval de España 1885.
- Revista de Geografía Colonial y Mercantil 1897

## Institut d'Estudis Africans
Fins a la Guerra Civil Espanyola, l'africanisme estava orientat gairebé exclusivament cap al Protectorat Espanyol del Marroc, però el 28 de juny de 1945 es crea a Madrid l'Institut d'Estudis Africans, adscrit al Consell Superior d'Investigacions Científiques; en 1946 la revista Cuadernos de Estudios Africanos, on hi escrivia José María Cordero Torres. El geògraf castrense, escriptor i periodista José Díaz de Villegas y Bustamente, sota el pseudònim d'Hispanus assumeix el càrrec de la Direcció general del Marroc i Colònies, substituint al finat Juan Fontán Lobé, gran coneixedor de la Guinea Espanyola.